# Daniel DiNardo
Daniel Nicholas DiNardo (Steubenville, Ohio, 23 de mayo de 1949) es un cardenal estadounidense de la Iglesia católica y arzobispo emérito de Galveston-Houston.

## Biografía
Nació en Steubenville (Ohio) en 1949. Fue ordenado sacerdote el 16 de julio de 1977. Obtuvo un máster en Filosofía en la Universidad Católica de América de Washington D. C., un máster (denominado Licentia en las universidades eclesiásticas) en Sagrada Teología en la Pontificia Universidad Gregoriana de Roma y un máster en Teología y Ciencias Patrísticas por el Instituto Patrístico Augustinianum de Roma.

### Sacerdocio
Después de su ordenación fue vicario parroquial en la parroquia de San Pío X de Pittsburgh. En 1981 fue nombrado canciller asistente de la diócesis de Pittsburgh y profesor en el seminario de St. Paul.
En 1984 fue llamado a Roma y sirvió como oficial en la Congregación para los Obispos hasta diciembre de 1990. De 1986 a 1989 fue director de Villa Stritch, una residencia para sacerdotes estadounidenses que trabajan para la Santa Sede.
En 1991 fue nombrado Subsecretario de Educación de la Diócesis de Pittsburgh y coadministrador de la Iglesia Virgen del Castillo en Swissvale, Pensilvania.

## Episcopado

### Obispo de Sioux City
El 19 de agosto de 1997, Juan Pablo II lo designó Obispo Coadjutor de la Diócesis de Sioux City, Iowa.
El 28 de noviembre de 1998 se convirtió en el VI Obispo de la Diócesis de Sioux City.

### Arzobispo de Galveston-Houston
El 16 de enero de 2004, Juan Pablo II lo nombró Obispo Coadjutor de la Diócesis de Galveston-Houston. El 29 de diciembre de ese año, cuando la diócesis se convirtió en una Arquidiócesis Metropolitana, fue elevado a la dignidad de arzobispo coadjutor.
El 28 de febrero de 2006, se convirtió en el II Arzobispo Metropolitano de la Arquidiócesis de Galveston-Houston. Recibió el palio arzobispal el 29 de junio de 2006, en Roma. El 20 de enero del 2025, presentó su renuncia como arzobispo titular ante el papa Francisco, siendo designado inmediatamente el obispo de Tyler, Joe S. Vásquez, como su sustituto

## Cardenalato
Fue creado y proclamado Cardenal por el papa Benedicto XVI en el consistorio del 24 de noviembre de 2007, con el título de Sant'Eusebio (San Eusebio).
El cardenal DiNardo es presidente del Comité de la Conferencia Episcopal de Estados Unidos para las actividades en favor de la vida. El 16 de noviembre de 2016 fue elegido presidente de la Conferencia de los Obispos Católicos de los Estados Unidos, cargo del que fue relevado el 12 de noviembre de 2019 por José Horacio Gómez.
Ha sido miembro del Pontificio Consejo para la Pastoral de los Emigrantes e Itinerantes. Actualmente es miembro del Pontificio Consejo de la Cultura. 

## Posiciones

### XIV Asamblea General Ordinaria del sínodo de obispos
En octubre de 2015, se difundió una carta firmada por 13 cardenales en la que denunciaban la metodología empleada en el Sínodo convocado por el Papa Francisco. Los cardenales eran: Carlo Caffarra (Italia), Gerhard L. Müller (Alemania), Thomas C. Collins (Canadá), Timothy M. Dolan (EE. UU.), Willem J. Eijk (Países Bajos), Péter Erdõ (Hungría), Wilfrid Fox Napier (Sudáfrica), George Pell (Australia), Mauro Piacenza (Italia), Robert Sarah (Guinea-Conakri), Jorge L. Urosa Savino (Venezuela), Angelo Scola (Italia) y  André Vingt-Trois (Francia). Más tarde, los cardenales Angelo Scola y André Vingt-Trois se desmarcaron de la carta diciendo que nunca la habían firmado.Lo mismo dijeron aun más tarde los cardenales Péter Erdõ y Mauro Piacenza, por lo que el número de los firmantes se redujo a nueve. Posteriormente se supo que hubo una confusión y que los otros cuatro firmantes fueron los cardenales Daniel N. DiNardo, John Njue (Kenia), Norberto Rivera Carrera (México) y Elio Sgreccia (Italia).

## Sucesión
| Predecesor: Lawrence Donald Soens   | Obispo de Sioux City 28 de noviembre de 1998 - 16 de enero de 2004                                                            | Sucesor: Ralph Walker Nickless |
| Predecesor: Joseph Anthony Fiorenza | Arzobispo de Galveston-Houston 28 de febrero de 2006                                                                          | Sucesor: En el Cargo           |
| Predecesor: Franz König             | Cardenal presbítero de San Eusebio 24 de noviembre de 2007                                                                    | Sucesor: En el Cargo           |
| Predecesor: Nuevo Título            | Miembro de la Secretaría de Economía de la Santa Sede 8 de marzo de 2014                                                      | Sucesor: En el Cargo           |
| Predecesor: Joseph Edward Kurtz     | Presidente de la Conferencia de los Obispos Católicos de los Estados Unidos 16 de noviembre de 2016 - 12 de noviembre de 2019 | Sucesor: José Horacio Gómez    |